# 白倉重家
白倉 重家（しらくら しげいえ、生没年不詳）は戦国時代の武将。上野白倉城主。白倉氏。父は白倉道佐。通称、源太郎、源左衛門尉、掃部助、宗任。弟に、白倉重治。

## 生涯
白倉氏は上州八家の一つであり、代々山内上杉氏に仕え、祖父･白倉重佐の頃には関東管領上杉憲政のもと、四宿老の一人に数えられていた。
父の白倉道佐は、上杉憲政、上杉謙信、武田信玄、武田勝頼に仕え、内藤相備え組衆として高山氏、多比良氏、木部氏、あまお氏、倉賀野氏、後閑氏、長根氏と共に箕輪城代の内藤昌秀、及び、内藤昌月に配されたが、天正8年（1580年）3月17日、後北条氏との戦いにより戦死した。
跡を継いだ白倉重家は父･道佐と同様に武田勝頼に仕え、内藤昌月のもと武田氏の上野侵攻を担ったが、 天正10年（1582年）3月11日、織田氏の甲州征伐により武田家が滅亡してしまう。
同年3月23日、織田家の重臣滝川一益が東信の佐久･小県二郡と上野一国を与えられると、白倉重家も他の上野国衆と同様に一益に降った。
天正10年（1582年）6月2日、本能寺の変により織田信長が横死すると、相模の北条氏直が上野に侵攻を開始する。
白倉重家は、同月18日から19日に行われた神流川の戦いにおいて、滝川一益方として戦い敗れている。
神流川の戦いの後は北条氏直に降った。
天正18年（1590年）小田原征伐では、白倉城に弟･重高を置いて守らせ自らは小田原城に籠城した。
後北条氏が滅亡すると、白倉氏も所領を失い没落した。